# Tropicale Amissa Bongo 2015
La 10e édition de la Tropicale Amissa Bongo a eu lieu du 16 au 22 février 2015. La course fait partie du calendrier UCI Africa Tour 2015 en catégorie 2.1.
L'épreuve a été remportée par le Tunisien Rafaâ Chtioui (Skydive Dubai), vainqueur des première et deuxième étapes, respectivement de 2 min 7 s devant le Français Giovanni Bernaudeau (Europcar) et de 2 min 39 s sur l'Algérien Abdelkader Belmokhtar (Équipe nationale d'Algérie).
Aux niveaux des classements annexes, le Français Yohann Gène (Europcar) s'impose sur celui par points, Bernaudeau gagne le classement de la montagne, le Marocain Essaïd Abelouache (Équipe nationale du Maroc) celui des points chauds et le Rwandais Bonaventure Uwizeyimana (Équipe nationale du Rwanda) termine meilleur jeune. De plus la formation émiratie Skydive Dubai finit meilleure équipe, Belmokhtar meilleur coureur africain d'équipe nationale et le Gabonais Cédric Tchouta (Équipe nationale du Gabon) premier coureur de son pays au classement général.

## Présentation

### Équipes
Classée en catégorie 2.1 de l'UCI Africa Tour, la Tropicale Amissa Bongo est par conséquent ouverte aux WorldTeams dans la limite de 50 % des équipes participantes, aux équipes continentales professionnelles, aux équipes continentales et aux équipes nationales.
Quinze équipes participent à cette Tropicale Amissa Bongo - trois équipes continentales professionnelles, trois équipes continentales et neuf équipes nationales :
| Équipes continentales professionnelles | Équipes continentales professionnelles | Équipes continentales professionnelles |
| Nom de l'équipe                        | Pays                                   | Code                                   |
| -------------------------------------- | -------------------------------------- | -------------------------------------- |
| Bretagne-Séché Environnement           | France                                 | BSE                                    |
| Europcar                               | France                                 | EUC                                    |
| Wanty-Groupe Gobert                    | Belgique                               | WGG                                    |

| Équipes continentales | Équipes continentales | Équipes continentales |
| Nom de l'équipe       | Pays                  | Code                  |
| --------------------- | --------------------- | --------------------- |
| Bike Aid              | Allemagne             | BAI                   |
| Roth-Škoda            | Suisse                | ROT                   |
| Skydive Dubai         | Émirats arabes unis   | SKD                   |

| Équipes nationales                | Équipes nationales | Équipes nationales |
| Nom de l'équipe                   | Pays               | Code               |
| --------------------------------- | ------------------ | ------------------ |
| Équipe nationale d'Afrique du Sud | Afrique du Sud     | RSA                |
| Équipe nationale d'Algérie        | Algérie            | ALG                |
| Équipe nationale du Burkina Faso  | Burkina Faso       | BUR                |
| Équipe nationale du Cameroun      | Cameroun           | CMR                |
| Équipe nationale de Côte d'Ivoire | Côte d'Ivoire      | CIV                |
| Équipe nationale d'Érythrée       | Érythrée           | ERI                |
| Équipe nationale du Gabon         | Gabon              | GAB                |
| Équipe nationale du Maroc         | Maroc              | MAR                |
| Équipe nationale du Rwanda        | Rwanda             | RWA                |

## Étapes
| Étape     | Date       | Villes étapes             |                              | Distance (km) | Vainqueur d’étape  | Leader du classement général |
| --------- | ---------- | ------------------------- | ---------------------------- | ------------- | ------------------ | ---------------------------- |
| 1re étape | 16 février | Bongoville - Moanda       | Étape de plaine              | 100           | Rafaâ Chtioui      | Rafaâ Chtioui                |
| 2e étape  | 17 février | Okondja - Franceville     | Étape de plaine              | 170,7         | Rafaâ Chtioui      | Rafaâ Chtioui                |
| 3e étape  | 18 février | Mounana - Koulamoutou     | Étape de plaine              | 157,2         | Daniel McLay       | Rafaâ Chtioui                |
| 4e étape  | 19 février | Ndjolé - Lambaréné        | Étape de plaine              | 132,5         | Andrea Palini      | Rafaâ Chtioui                |
| 5e étape  | 20 février | Lambaréné - Kango         | Étape de plaine              | 143           | Yauheni Hutarovich | Rafaâ Chtioui                |
| 6e étape  | 20 février | Port-Gentil - Port-Gentil | Contre-la-montre par équipes | 8,5           | Étape annulée,     | Rafaâ Chtioui                |
| 7e étape  | 21 février | Port-Gentil - Port-Gentil | Étape de plaine              | 116,6         | Yauheni Hutarovich | Rafaâ Chtioui                |
| 8e étape  | 22 février | Cap Estérias - Libreville | Étape de plaine              | 126,8         | Yauheni Hutarovich | Rafaâ Chtioui                |

## Déroulement de la course

### 1reétape
| Classement de l'étape | Classement de l'étape   | Classement de l'étape | Classement de l'étape             | Classement de l'étape |
|                       | Coureur                 | Pays                  | Équipe                            | Temps                 |
| --------------------- | ----------------------- | --------------------- | --------------------------------- | --------------------- |
| 1er                   | Rafaâ Chtioui           | Tunisie               | Skydive Dubai                     | en 2 h 45 min 43 s    |
| 2e                    | Abdelkader Belmokhtar   | Algérie               | Équipe nationale d'Algérie        | + 1 min 49 s          |
| 3e                    | Giovanni Bernaudeau     | France                | Europcar                          | + 2 min 4 s           |
| 4e                    | Bonaventure Uwizeyimana | Rwanda                | Équipe nationale du Rwanda        | + 2 min 56 s          |
| 5e                    | Edgar Pinto             | Portugal              | Skydive Dubai                     | + 2 min 56 s          |
| 6e                    | Dan Craven              | Namibie               | Europcar                          | + 2 min 56 s          |
| 7e                    | Jayde Julius            | Afrique du Sud        | Équipe nationale d'Afrique du Sud | + 2 min 56 s          |
| 8e                    | Francisco Mancebo       | Espagne               | Skydive Dubai                     | + 2 min 56 s          |
| 9e                    | Jérôme Baugnies         | Belgique              | Wanty-Groupe Gobert               | + 3 min 46 s          |
| 10e                   | Adil Barbari            | Algérie               | Équipe nationale d'Algérie        | + 3 min 46 s          |
| modifier              |                         |                       |                                   |                       |

| Classement général | Classement général      | Classement général | Classement général                | Classement général |
|                    | Coureur                 | Pays               | Équipe                            | Temps              |
| ------------------ | ----------------------- | ------------------ | --------------------------------- | ------------------ |
| 1er                | Rafaâ Chtioui           | Tunisie            | Skydive Dubai                     | en 2 h 45 min 27 s |
| 2e                 | Abdelkader Belmokhtar   | Algérie            | Équipe nationale d'Algérie        | + 1 min 55 s       |
| 3e                 | Giovanni Bernaudeau     | France             | Europcar                          | + 2 min 14 s       |
| 4e                 | Bonaventure Uwizeyimana | Rwanda             | Équipe nationale du Rwanda        | + 3 min 12 s       |
| 5e                 | Edgar Pinto             | Portugal           | Skydive Dubai                     | + 3 min 12 s       |
| 6e                 | Dan Craven              | Namibie            | Europcar                          | + 3 min 12 s       |
| 7e                 | Jayde Julius            | Afrique du Sud     | Équipe nationale d'Afrique du Sud | + 3 min 12 s       |
| 8e                 | Francisco Mancebo       | Espagne            | Skydive Dubai                     | + 3 min 12 s       |
| 9e                 | Jérôme Baugnies         | Belgique           | Wanty-Groupe Gobert               | + 4 min 2 s        |
| 10e                | Adil Barbari            | Algérie            | Équipe nationale d'Algérie        | + 4 min 2 s        |
| modifier           |                         |                    |                                   |                    |

### 2eétape
| Classement de l'étape | Classement de l'étape | Classement de l'étape | Classement de l'étape       | Classement de l'étape |
|                       | Coureur               | Pays                  | Équipe                      | Temps                 |
| --------------------- | --------------------- | --------------------- | --------------------------- | --------------------- |
| 1er                   | Rafaâ Chtioui         | Tunisie               | Skydive Dubai               | en 4 h 30 min 38 s    |
| 2e                    | Yohann Gène           | France                | Europcar                    | m.t                   |
| 3e                    | Tesfom Okbamariam     | Érythrée              | Équipe nationale d’Érythrée | m.t                   |
| 4e                    | Meron Amanuel         | Érythrée              | Bike Aid                    | m.t                   |
| 5e                    | Tim De Troyer         | Belgique              | Wanty-Groupe Gobert         | m.t                   |
| 6e                    | Edgar Pinto           | Portugal              | Skydive Dubai               | m.t                   |
| 7e                    | Jean Bosco Nsengimana | Rwanda                | Équipe nationale du Rwanda  | m.t                   |
| 8e                    | Maarten de Jonge      | Pays-Bas              | Bike Aid                    | m.t                   |
| 9e                    | Bryan Nauleau         | France                | Europcar                    | m.t                   |
| 10e                   | James Vanlandschoot   | Belgique              | Wanty-Groupe Gobert         | m.t                   |
| modifier              |                       |                       |                             |                       |

| Classement général | Classement général      | Classement général | Classement général                | Classement général |
|                    | Coureur                 | Pays               | Équipe                            | Temps              |
| ------------------ | ----------------------- | ------------------ | --------------------------------- | ------------------ |
| 1er                | Rafaâ Chtioui           | Tunisie            | Skydive Dubai                     | en 7 h 15 min 55 s |
| 2e                 | Giovanni Bernaudeau     | France             | Europcar                          | + 2 min 24 s       |
| 3e                 | Abdelkader Belmokhtar   | Algérie            | Équipe nationale d'Algérie        | + 2 min 46 s       |
| 4e                 | Edgar Pinto             | Portugal           | Skydive Dubai                     | + 3 min 21 s       |
| 5e                 | Bonaventure Uwizeyimana | Rwanda             | Équipe nationale du Rwanda        | + 3 min 22 s       |
| 6e                 | Francisco Mancebo       | Espagne            | Skydive Dubai                     | + 3 min 22 s       |
| 7e                 | Dan Craven              | Namibie            | Europcar                          | + 3 min 22 s       |
| 8e                 | Jayde Julius            | Afrique du Sud     | Équipe nationale d'Afrique du Sud | + 4 min 3 s        |
| 9e                 | Maarten de Jonge        | Pays-Bas           | Bike Aid                          | + 4 min 12 s       |
| 10e                | Jérôme Baugnies         | Belgique           | Wanty-Groupe Gobert               | + 4 min 12 s       |
| modifier           |                         |                    |                                   |                    |

### 3eétape
| Classement de l'étape | Classement de l'étape | Classement de l'étape | Classement de l'étape             | Classement de l'étape |
|                       | Coureur               | Pays                  | Équipe                            | Temps                 |
| --------------------- | --------------------- | --------------------- | --------------------------------- | --------------------- |
| 1er                   | Daniel McLay          | Royaume-Uni           | Bretagne-Séché Environnement      | en 3 h 56 min 56 s    |
| 2e                    | Yauheni Hutarovich    | Biélorussie           | Bretagne-Séché Environnement      | m.t                   |
| 3e                    | Salaheddine Mraouni   | Maroc                 | Équipe nationale du Maroc         | m.t                   |
| 4e                    | Yohann Gène           | France                | Europcar                          | m.t                   |
| 5e                    | Andrea Palini         | Italie                | Skydive Dubai                     | m.t                   |
| 6e                    | Reynard Butler        | Afrique du Sud        | Équipe nationale d'Afrique du Sud | m.t                   |
| 7e                    | Meron Teshome         | Érythrée              | Équipe nationale d’Érythrée       | m.t                   |
| 8e                    | Fréderique Robert     | Belgique              | Wanty-Groupe Gobert               | m.t                   |
| 9e                    | Hendrik Kruger        | Afrique du Sud        | Équipe nationale d'Afrique du Sud | m.t                   |
| 10e                   | Mekseb Debesay        | Érythrée              | Bike Aid                          | m.t                   |
| modifier              |                       |                       |                                   |                       |

| Classement général | Classement général      | Classement général | Classement général                | Classement général  |
|                    | Coureur                 | Pays               | Équipe                            | Temps               |
| ------------------ | ----------------------- | ------------------ | --------------------------------- | ------------------- |
| 1er                | Rafaâ Chtioui           | Tunisie            | Skydive Dubai                     | en 11 h 12 min 51 s |
| 2e                 | Giovanni Bernaudeau     | France             | Europcar                          | + 2 min 24 s        |
| 3e                 | Abdelkader Belmokhtar   | Algérie            | Équipe nationale d'Algérie        | + 2 min 53 s        |
| 4e                 | Edgar Pinto             | Portugal           | Skydive Dubai                     | + 3 min 21 s        |
| 5e                 | Dan Craven              | Namibie            | Europcar                          | + 3 min 21 s        |
| 6e                 | Bonaventure Uwizeyimana | Rwanda             | Équipe nationale du Rwanda        | + 3 min 22 s        |
| 7e                 | Francisco Mancebo       | Espagne            | Skydive Dubai                     | + 3 min 29 s        |
| 8e                 | Salaheddine Mraouni     | Maroc              | Équipe nationale du Maroc         | + 4 min 3 s         |
| 9e                 | Jayde Julius            | Afrique du Sud     | Équipe nationale d'Afrique du Sud | + 4 min 3 s         |
| 10e                | Maarten de Jonge        | Pays-Bas           | Bike Aid                          | + 4 min 12 s        |
| modifier           |                         |                    |                                   |                     |

### 4eétape
| Classement de l'étape | Classement de l'étape   | Classement de l'étape | Classement de l'étape             | Classement de l'étape |
|                       | Coureur                 | Pays                  | Équipe                            | Temps                 |
| --------------------- | ----------------------- | --------------------- | --------------------------------- | --------------------- |
| 1er                   | Andrea Palini           | Italie                | Skydive Dubai                     | en 3 h 12 min 1 s     |
| 2e                    | Yohann Gène             | France                | Europcar                          | m.t                   |
| 3e                    | Mekseb Debesay          | Érythrée              | Bike Aid                          | m.t                   |
| 4e                    | Tim De Troyer           | Belgique              | Wanty-Groupe Gobert               | m.t                   |
| 5e                    | Salaheddine Mraouni     | Maroc                 | Équipe nationale du Maroc         | m.t                   |
| 6e                    | Hendrik Kruger          | Afrique du Sud        | Équipe nationale d'Afrique du Sud | m.t                   |
| 7e                    | Yauheni Hutarovich      | Biélorussie           | Bretagne-Séché Environnement      | m.t                   |
| 8e                    | Tesfom Okbamariam       | Érythrée              | Équipe nationale d’Érythrée       | m.t                   |
| 9e                    | Edgar Pinto             | Portugal              | Skydive Dubai                     | m.t                   |
| 10e                   | Bonaventure Uwizeyimana | Rwanda                | Équipe nationale du Rwanda        | m.t                   |
| modifier              |                         |                       |                                   |                       |

| Classement général | Classement général      | Classement général | Classement général           | Classement général  |
|                    | Coureur                 | Pays               | Équipe                       | Temps               |
| ------------------ | ----------------------- | ------------------ | ---------------------------- | ------------------- |
| 1er                | Rafaâ Chtioui           | Tunisie            | Skydive Dubai                | en 14 h 24 min 52 s |
| 2e                 | Giovanni Bernaudeau     | France             | Europcar                     | + 2 min 24 s        |
| 3e                 | Abdelkader Belmokhtar   | Algérie            | Équipe nationale d'Algérie   | + 2 min 53 s        |
| 4e                 | Edgar Pinto             | Portugal           | Skydive Dubai                | + 3 min 21 s        |
| 5e                 | Dan Craven              | Namibie            | Europcar                     | + 3 min 21 s        |
| 6e                 | Bonaventure Uwizeyimana | Rwanda             | Équipe nationale du Rwanda   | + 3 min 22 s        |
| 7e                 | Francisco Mancebo       | Espagne            | Skydive Dubai                | + 3 min 29 s        |
| 8e                 | Salaheddine Mraouni     | Maroc              | Équipe nationale du Maroc    | + 4 min 3 s         |
| 9e                 | Maarten de Jonge        | Pays-Bas           | Bike Aid                     | + 4 min 12 s        |
| 10e                | Anthony Delaplace       | France             | Bretagne-Séché Environnement | + 4 min 13 s        |
| modifier           |                         |                    |                              |                     |

### 5eétape
| Classement de l'étape | Classement de l'étape | Classement de l'étape | Classement de l'étape             | Classement de l'étape |
|                       | Coureur               | Pays                  | Équipe                            | Temps                 |
| --------------------- | --------------------- | --------------------- | --------------------------------- | --------------------- |
| 1er                   | Yauheni Hutarovich    | Biélorussie           | Bretagne-Séché Environnement      | en 3 h 8 min 22 s     |
| 2e                    | Yohann Gène           | France                | Europcar                          | m.t                   |
| 3e                    | Tim De Troyer         | Belgique              | Wanty-Groupe Gobert               | m.t                   |
| 4e                    | Nolan Hoffman         | Afrique du Sud        | Équipe nationale d'Afrique du Sud | m.t                   |
| 5e                    | Reynard Butler        | Afrique du Sud        | Équipe nationale d'Afrique du Sud | m.t                   |
| 6e                    | Daniel McLay          | Royaume-Uni           | Bretagne-Séché Environnement      | m.t                   |
| 7e                    | Tom Devriendt         | Belgique              | Wanty-Groupe Gobert               | m.t                   |
| 8e                    | Andrea Palini         | Italie                | Skydive Dubai                     | m.t                   |
| 9e                    | Elias Afewerki        | Érythrée              | Équipe nationale d’Érythrée       | m.t                   |
| 10e                   | Morgan Lamoisson      | France                | Europcar                          | m.t                   |
| modifier              |                       |                       |                                   |                       |

| Classement général | Classement général      | Classement général | Classement général          | Classement général  |
|                    | Coureur                 | Pays               | Équipe                      | Temps               |
| ------------------ | ----------------------- | ------------------ | --------------------------- | ------------------- |
| 1er                | Rafaâ Chtioui           | Tunisie            | Skydive Dubai               | en 17 h 33 min 14 s |
| 2e                 | Giovanni Bernaudeau     | France             | Europcar                    | + 2 min 24 s        |
| 3e                 | Abdelkader Belmokhtar   | Algérie            | Équipe nationale d'Algérie  | + 2 min 53 s        |
| 4e                 | Edgar Pinto             | Portugal           | Skydive Dubai               | + 3 min 21 s        |
| 5e                 | Dan Craven              | Namibie            | Europcar                    | + 3 min 21 s        |
| 6e                 | Bonaventure Uwizeyimana | Rwanda             | Équipe nationale du Rwanda  | + 3 min 22 s        |
| 7e                 | Francisco Mancebo       | Espagne            | Skydive Dubai               | + 3 min 29 s        |
| 8e                 | Salaheddine Mraouni     | Maroc              | Équipe nationale du Maroc   | + 4 min 0 s         |
| 9e                 | Maarten de Jonge        | Pays-Bas           | Bike Aid                    | + 4 min 12 s        |
| 10e                | Elias Afewerki          | Érythrée           | Équipe nationale d’Érythrée | + 4 min 13 s        |
| modifier           |                         |                    |                             |                     |

### 6eétape
Le contre-la-montre s'est déroulé de nuit et fut remporté par l'Équipe nationale du Maroc devant l'Équipe nationale d'Érythrée et la formation Bretagne-Séché Environnement. L'étape fut cependant annulée,, à cause de problèmes de transports.

### 7eétape
| Classement de l'étape | Classement de l'étape | Classement de l'étape | Classement de l'étape             | Classement de l'étape |
|                       | Coureur               | Pays                  | Équipe                            | Temps                 |
| --------------------- | --------------------- | --------------------- | --------------------------------- | --------------------- |
| 1er                   | Yauheni Hutarovich    | Biélorussie           | Bretagne-Séché Environnement      | en 2 h 34 min 8 s     |
| 2e                    | Andrea Palini         | Italie                | Skydive Dubai                     | m.t                   |
| 3e                    | Yohann Gène           | France                | Europcar                          | m.t                   |
| 4e                    | Meron Teshome         | Érythrée              | Équipe nationale d’Érythrée       | m.t                   |
| 5e                    | Nolan Hoffman         | Afrique du Sud        | Équipe nationale d'Afrique du Sud | m.t                   |
| 6e                    | Morgan Lamoisson      | France                | Europcar                          | m.t                   |
| 7e                    | Daniel McLay          | Royaume-Uni           | Bretagne-Séché Environnement      | m.t                   |
| 8e                    | Edgar Pinto           | Portugal              | Skydive Dubai                     | m.t                   |
| 9e                    | Fréderique Robert     | Belgique              | Wanty-Groupe Gobert               | m.t                   |
| 10e                   | Tim De Troyer         | Belgique              | Wanty-Groupe Gobert               | m.t                   |
| modifier              |                       |                       |                                   |                       |

| Classement général | Classement général      | Classement général | Classement général           | Classement général |
|                    | Coureur                 | Pays               | Équipe                       | Temps              |
| ------------------ | ----------------------- | ------------------ | ---------------------------- | ------------------ |
| 1er                | Rafaâ Chtioui           | Tunisie            | Skydive Dubai                | en 20 h 7 min 22 s |
| 2e                 | Giovanni Bernaudeau     | France             | Europcar                     | + 2 min 23 s       |
| 3e                 | Abdelkader Belmokhtar   | Algérie            | Équipe nationale d'Algérie   | + 2 min 53 s       |
| 4e                 | Edgar Pinto             | Portugal           | Skydive Dubai                | + 3 min 21 s       |
| 5e                 | Dan Craven              | Namibie            | Europcar                     | + 3 min 21 s       |
| 6e                 | Bonaventure Uwizeyimana | Rwanda             | Équipe nationale du Rwanda   | + 3 min 22 s       |
| 7e                 | Francisco Mancebo       | Espagne            | Skydive Dubai                | + 3 min 29 s       |
| 8e                 | Salaheddine Mraouni     | Maroc              | Équipe nationale du Maroc    | + 4 min 0 s        |
| 9e                 | Anthony Delaplace       | France             | Bretagne-Séché Environnement | + 4 min 10 s       |
| 10e                | Elias Afewerki          | Érythrée           | Équipe nationale d’Érythrée  | + 4 min 11 s       |
| modifier           |                         |                    |                              |                    |

### 8eétape
| Classement de l'étape | Classement de l'étape | Classement de l'étape | Classement de l'étape             | Classement de l'étape |
|                       | Coureur               | Pays                  | Équipe                            | Temps                 |
| --------------------- | --------------------- | --------------------- | --------------------------------- | --------------------- |
| 1er                   | Yauheni Hutarovich    | Biélorussie           | Bretagne-Séché Environnement      | en 2 h 54 min 33 s    |
| 2e                    | Daniel McLay          | Royaume-Uni           | Bretagne-Séché Environnement      | m.t                   |
| 3e                    | Morgan Lamoisson      | France                | Europcar                          | m.t                   |
| 4e                    | Andrea Palini         | Italie                | Skydive Dubai                     | m.t                   |
| 5e                    | Yohann Gène           | France                | Europcar                          | m.t                   |
| 6e                    | Mekseb Debesay        | Érythrée              | Bike Aid                          | m.t                   |
| 7e                    | Alberto Cecchin       | Italie                | Roth-Škoda                        | m.t                   |
| 8e                    | Tim De Troyer         | Belgique              | Wanty-Groupe Gobert               | m.t                   |
| 9e                    | Salaheddine Mraouni   | Maroc                 | Équipe nationale du Maroc         | m.t                   |
| 10e                   | Nolan Hoffman         | Afrique du Sud        | Équipe nationale d'Afrique du Sud | m.t                   |
| modifier              |                       |                       |                                   |                       |

## Classements finals

### Classement général final
| Classement général final | Classement général final | Classement général final | Classement général final     | Classement général final |
|                          | Coureur                  | Pays                     | Équipe                       | Temps                    |
| ------------------------ | ------------------------ | ------------------------ | ---------------------------- | ------------------------ |
| 1er                      | Rafaâ Chtioui            | Tunisie                  | Skydive Dubai                | en 23 h 2 min 8 s        |
| 2e                       | Giovanni Bernaudeau      | France                   | Europcar                     | + 2 min 7 s              |
| 3e                       | Abdelkader Belmokhtar    | Algérie                  | Équipe nationale d'Algérie   | + 2 min 39 s             |
| 4e                       | Dan Craven               | Namibie                  | Europcar                     | + 3 min 6 s              |
| 5e                       | Edgar Pinto              | Portugal                 | Skydive Dubai                | + 3 min 8 s              |
| 6e                       | Bonaventure Uwizeyimana  | Rwanda                   | Équipe nationale du Rwanda   | + 3 min 9 s              |
| 7e                       | Francisco Mancebo        | Espagne                  | Skydive Dubai                | + 3 min 16 s             |
| 8e                       | Salaheddine Mraouni      | Maroc                    | Équipe nationale du Maroc    | + 3 min 47 s             |
| 9e                       | Anthony Delaplace        | France                   | Bretagne-Séché Environnement | + 3 min 57 s             |
| 10e                      | Elias Afewerki           | Érythrée                 | Équipe nationale d’Érythrée  | + 3 min 58 s             |
| modifier                 |                          |                          |                              |                          |

### Classements annexes
| Classement par points | Classement par points | Classement par points | Classement par points        | Classement par points |
| --------------------- | --------------------- | --------------------- | ---------------------------- | --------------------- |
|                       | Coureur               | Pays                  | Équipe                       | Point(s)              |
| 1er                   | Yohann Gène           | France                | Europcar                     | 150 points            |
| 2e                    | Yauheni Hutarovich    | Biélorussie           | Bretagne-Séché Environnement | 134 pts               |
| 3e                    | Andrea Palini         | Italie                | Skydive Dubai                | 116 pts               |
| modifier              |                       |                       |                              |                       |

| Classement de la montagne | Classement de la montagne | Classement de la montagne | Classement de la montagne   | Classement de la montagne |
| ------------------------- | ------------------------- | ------------------------- | --------------------------- | ------------------------- |
|                           | Coureur                   | Pays                      | Équipe                      | Point(s)                  |
| 1er                       | Giovanni Bernaudeau       | France                    | Europcar                    | 22 points                 |
| 2e                        | Tesfom Okbamariam         | Érythrée                  | Équipe nationale d'Érythrée | 21 pts                    |
| 3e                        | Salaheddine Mraouni       | Maroc                     | Équipe nationale du Maroc   | 20 pts                    |
| modifier                  |                           |                           |                             |                           |

| Classement des points chauds | Classement des points chauds | Classement des points chauds | Classement des points chauds      | Classement des points chauds |
| ---------------------------- | ---------------------------- | ---------------------------- | --------------------------------- | ---------------------------- |
|                              | Coureur                      | Pays                         | Équipe                            | Point(s)                     |
| 1er                          | Essaïd Abelouache            | Maroc                        | Équipe nationale du Maroc         | 23 points                    |
| 2e                           | Clint Hendricks              | Afrique du Sud               | Équipe nationale d'Afrique du Sud | 22 pts                       |
| 3e                           | Salaheddine Mraouni          | Maroc                        | Équipe nationale du Maroc         | 9 pts                        |
| modifier                     |                              |                              |                                   |                              |

| Classement du meilleur jeune | Classement du meilleur jeune | Classement du meilleur jeune | Classement du meilleur jeune | Classement du meilleur jeune |
|                              | Coureur                      | Pays                         | Équipe                       | Temps                        |
| ---------------------------- | ---------------------------- | ---------------------------- | ---------------------------- | ---------------------------- |
| 1er                          | Bonaventure Uwizeyimana      | Rwanda                       | Équipe nationale du Rwanda   | en 23 h 5 min 17 s           |
| 2e                           | Salaheddine Mraouni          | Maroc                        | Équipe nationale du Maroc    | + 38 s                       |
| 3e                           | Elias Afewerki               | Érythrée                     | Équipe nationale d’Érythrée  | + 49 s                       |
| modifier                     |                              |                              |                              |                              |

| Classement par équipes | Classement par équipes     | Classement par équipes | Classement par équipes |
|                        | Équipe                     | Pays                   | Temps                  |
| ---------------------- | -------------------------- | ---------------------- | ---------------------- |
| 1re                    | Skydive Dubai              | Émirats arabes unis    | en 69 h 12 min 55 s    |
| 2e                     | Europcar                   | France                 | + 2 min 55 s           |
| 3e                     | Équipe nationale du Rwanda | Rwanda                 | + 5 min 21 s           |
| modifier               |                            |                        |                        |

| Classement du meilleur coureur africain d'équipe nationale | Classement du meilleur coureur africain d'équipe nationale | Classement du meilleur coureur africain d'équipe nationale | Classement du meilleur coureur africain d'équipe nationale | Classement du meilleur coureur africain d'équipe nationale |
|                                                            | Coureur                                                    | Pays                                                       | Équipe                                                     | Temps                                                      |
| ---------------------------------------------------------- | ---------------------------------------------------------- | ---------------------------------------------------------- | ---------------------------------------------------------- | ---------------------------------------------------------- |
| 1er                                                        | Abdelkader Belmokhtar                                      | Algérie                                                    | Équipe nationale d'Algérie                                 | en 23 h 4 min 47 s                                         |
| 2e                                                         | Bonaventure Uwizeyimana                                    | Rwanda                                                     | Équipe nationale du Rwanda                                 | + 30 s                                                     |
| 3e                                                         | Salaheddine Mraouni                                        | Maroc                                                      | Équipe nationale du Maroc                                  | + 1 min 8 s                                                |
| modifier                                                   |                                                            |                                                            |                                                            |                                                            |

| Classement du meilleur coureur gabonais | Classement du meilleur coureur gabonais | Classement du meilleur coureur gabonais | Classement du meilleur coureur gabonais | Classement du meilleur coureur gabonais |
|                                         | Coureur                                 | Pays                                    | Équipe                                  | Temps                                   |
| --------------------------------------- | --------------------------------------- | --------------------------------------- | --------------------------------------- | --------------------------------------- |
| 1er                                     | Cédric Tchouta                          | Gabon                                   | Équipe nationale du Gabon               | en 24 h 28 min 24 s                     |
| 2e                                      | Léris Moukagni                          | Gabon                                   | Équipe nationale du Gabon               | + 2 h 19 min 10 s                       |
| modifier                                |                                         |                                         |                                         |                                         |

| Classement de la combativité | Classement de la combativité | Classement de la combativité | Classement de la combativité | Classement de la combativité |
| ---------------------------- | ---------------------------- | ---------------------------- | ---------------------------- | ---------------------------- |
|                              | Coureur                      | Pays                         | Équipe                       | Point(s)                     |
| 1er                          | Mohamed Er Rafai             | Maroc                        | Équipe nationale du Maroc    | 11 points                    |
| 2e                           | Essaïd Abelouache            | Maroc                        | Équipe nationale du Maroc    | 10 pts                       |
| 3e                           | Salaheddine Mraouni          | Maroc                        | Équipe nationale du Maroc    | 9 pts                        |
| modifier                     |                              |                              |                              |                              |

### UCI Africa Tour
Cette Tropicale Amissa Bongo attribue des points pour l'UCI Africa Tour 2015, par équipes seulement aux coureurs des équipes continentales professionnelles et continentales, individuellement à tous les coureurs sauf ceux faisant partie d'une équipe ayant un label WorldTeam.
| Position,          | 1er | 2e | 3e | 4e | 5e | 6e | 7e | 8e | 9e | 10e | 11e | 12e |
| Classement général | 80  | 56 | 32 | 24 | 20 | 16 | 12 | 8  | 7  | 6   | 5   | 3   |
| Par étape          | 16  | 11 | 6  | 5  | 4  | 2  |    |    |    |     |     |     |
| Leader, par étape  | 8   |    |    |    |    |    |    |    |    |     |     |     |

| Cycliste                | Équipe                            | Général | Étape | Leader | Total |
| ----------------------- | --------------------------------- | ------- | ----- | ------ | ----- |
| Rafaâ Chtioui           | Skydive Dubai                     | 80      | 32    | 48     | 160   |
| Giovanni Bernaudeau     | Europcar                          | 56      | 6     | -      | 62    |
| Yauheni Hutarovich      | Bretagne-Séché Environnement      | -       | 59    | -      | 59    |
| Yohann Gène             | Europcar                          | -       | 48    | -      | 48    |
| Abdelkader Belmokhtar   | Équipe nationale d'Algérie        | 32      | 11    | -      | 43    |
| Andrea Palini           | Skydive Dubai                     | -       | 36    | -      | 36    |
| Daniel McLay            | Bretagne-Séché Environnement      | -       | 29    | -      | 29    |
| Dan Craven              | Europcar                          | 24      | 2     | -      | 26    |
| Edgar Pinto             | Skydive Dubai                     | 20      | 6     | -      | 26    |
| Bonaventure Uwizeyimana | Équipe nationale du Rwanda        | 16      | 5     | -      | 21    |
| Salaheddine Mraouni     | Équipe nationale du Maroc         | 8       | 10    | -      | 18    |
| Tim De Troyer           | Wanty-Groupe Gobert               | -       | 15    | -      | 15    |
| Francisco Mancebo       | Skydive Dubai                     | 12      | -     | -      | 12    |
| Nolan Hoffman           | Équipe nationale d'Afrique du Sud | -       | 9     | -      | 9     |
| Mekseb Debesay          | Bike Aid                          | -       | 8     | -      | 8     |
| Morgan Lamoisson        | Europcar                          | -       | 8     | -      | 8     |
| Anthony Delaplace       | Bretagne-Séché Environnement      | 7       | -     | -      | 7     |
| Elias Afewerki          | Équipe nationale d’Érythrée       | 6       | -     | -      | 6     |
| Reynard Butler          | Équipe nationale d'Afrique du Sud | -       | 6     | -      | 6     |
| Tesfom Okbamariam       | Équipe nationale d’Érythrée       | -       | 6     | -      | 6     |
| Meron Amanuel           | Bike Aid                          | -       | 5     | -      | 5     |
| Maarten de Jonge        | Bike Aid                          | 5       | -     | -      | 5     |
| Meron Teshome           | Équipe nationale d’Érythrée       | -       | 5     | -      | 5     |
| Adil Jelloul            | Skydive Dubai                     | 3       | -     | -      | 3     |
| Hendrik Kruger          | Équipe nationale d'Afrique du Sud | -       | 2     | -      | 2     |

## Évolution des classements
| Étape              | Vainqueur          | Classement général | Classement par points | Classement de la montagne | Classement des points chauds | Classement du meilleur jeune | Classement par équipes |
| ------------------ | ------------------ | ------------------ | --------------------- | ------------------------- | ---------------------------- | ---------------------------- | ---------------------- |
| 1                  | Rafaâ Chtioui      | Rafaâ Chtioui      | Rafaâ Chtioui         | Abdelkader Belmokhtar     | Rafaâ Chtioui                | Bonaventure Uwizeyimana      | Skydive Dubai          |
| 2                  | Rafaâ Chtioui      | Rafaâ Chtioui      | Rafaâ Chtioui         | Abdelkader Belmokhtar     | Clint Hendricks              | Bonaventure Uwizeyimana      | Skydive Dubai          |
| 3                  | Daniel McLay       | Rafaâ Chtioui      | Rafaâ Chtioui         | Abdelkader Belmokhtar     | Clint Hendricks              | Bonaventure Uwizeyimana      | Skydive Dubai          |
| 4                  | Andrea Palini      | Rafaâ Chtioui      | Yohann Gène           | Tesfom Okbamariam         | Clint Hendricks              | Bonaventure Uwizeyimana      | Skydive Dubai          |
| 5                  | Yauheni Hutarovich | Rafaâ Chtioui      | Yohann Gène           | Tesfom Okbamariam         | Clint Hendricks              | Bonaventure Uwizeyimana      | Skydive Dubai          |
| 6                  | Étape annulée,     | Rafaâ Chtioui      | Yohann Gène           | Tesfom Okbamariam         | Clint Hendricks              | Bonaventure Uwizeyimana      | Skydive Dubai          |
| 7                  | Yauheni Hutarovich | Rafaâ Chtioui      | Yohann Gène           | Tesfom Okbamariam         | Clint Hendricks              | Bonaventure Uwizeyimana      | Skydive Dubai          |
| 8                  | Yauheni Hutarovich | Rafaâ Chtioui      | Yohann Gène           | Giovanni Bernaudeau       | Essaïd Abelouache            | Bonaventure Uwizeyimana      | Skydive Dubai          |
| Classements finals | Classements finals | Rafaâ Chtioui      | Yohann Gène           | Giovanni Bernaudeau       | Essaïd Abelouache            | Bonaventure Uwizeyimana      | Skydive Dubai          |

## Liste des participants
- Liste de départ complète

| Légende                                | Légende                                                                                         | Légende                                | Légende                                                                                                  |
| -------------------------------------- | ----------------------------------------------------------------------------------------------- | -------------------------------------- | --- |
| Num                                    | Dossard de départ porté par le coureur sur cette Tropicale Amissa Bongo                         | Pos                                    | Position finale au classement général                                                                    |
| Leader du classement général           | Indique le vainqueur du classement général                                                      | Leader du classement par points        | Indique le vainqueur du classement par points                                                            |
| Leader du classement de la montagne    | Indique le vainqueur du classement de la montagne                                               | Leader du classement des points chauds | Indique le vainqueur du classement des points chauds                                                     |
| Leader du classement du meilleur jeune | Indique le vainqueur du classement du meilleur jeune                                            |                                        | Indique un maillot de champion national ou mondial, suivi de sa spécialité                               |
| #                                      | Indique la meilleure équipe                                                                     | NP                                     | Indique un coureur qui n'a pas pris le départ d'une étape, suivi du numéro de l'étape où il s'est retiré |
| AB                                     | Indique un coureur qui n'a pas terminé une étape, suivi du numéro de l'étape où il s'est retiré | HD                                     | Indique un coureur qui a terminé une étape hors des délais, suivi du numéro de l'étape                   |
| DSQ                                    | Indique un coureur qui a été disqualifié de la course, suivi du numéro de l'étape               | *                                      | Indique un coureur en lice pour le classement du meilleur jeune (coureurs nés après le 1er janvier 1992) |

| Europcar EUC                             | Europcar EUC              | Europcar EUC |
| ---------------------------------------- | ------------------------- | ------------ |
| Num                                      | Coureur                   | Pos          |
| 1                                        | Yohann Gène (FRA)         | 15e          |
| 2                                        | Giovanni Bernaudeau (FRA) | 2e           |
| 3                                        | Dan Craven (NAM) (Route)  | 4e           |
| 4                                        | Romain Guillemois (FRA)   | 19e          |
| 5                                        | Morgan Lamoisson (FRA)    | 44e          |
| 6                                        | Bryan Nauleau (FRA)       | 20e          |
| Directeur sportif : Jean-René Bernaudeau |                           |              |

| Équipe nationale du Gabon GAB                  | Équipe nationale du Gabon GAB | Équipe nationale du Gabon GAB |
| ---------------------------------------------- | ----------------------------- | ----------------------------- |
| Num                                            | Coureur                       | Pos                           |
| 11                                             | Frédéric Obiang (GAB)         | AB-5                          |
| 12                                             | Paul Moukouda (GAB)*          | AB-5                          |
| 13                                             | Léris Moukagni (GAB)          | 60e                           |
| 14                                             | Glenn Morvan Moulengui (GAB)* | AB-7                          |
| 15                                             | Geoffroy Ngandamba (GAB)      | AB-7                          |
| 16                                             | Cédric Tchouta (GAB)*         | 53e                           |
| Directeur sportif : Sylvain Mackossot Mihindou |                               |                               |

| Équipe nationale d'Érythrée ERI      | Équipe nationale d'Érythrée ERI | Équipe nationale d'Érythrée ERI |
| ------------------------------------ | ------------------------------- | ------------------------------- |
| Num                                  | Coureur                         | Pos                             |
| 21                                   | Elias Afewerki (ERI)*           | 10e                             |
| 22                                   | Metkel Eyob (ERI)*              | 36e                             |
| 23                                   | Merhawi Goitom (ERI)*           | 32e                             |
| 24                                   | Tesfom Okbamariam (ERI)         | 17e                             |
| 25                                   | Daniel Teklay (ERI)*            | AB-8                            |
| 26                                   | Meron Teshome (ERI)*            | AB-8                            |
| Directeur sportif : Mulugheta Semere |                                 |                                 |

| Wanty-Groupe Gobert WGG            | Wanty-Groupe Gobert WGG   | Wanty-Groupe Gobert WGG |
| ---------------------------------- | ------------------------- | ----------------------- |
| Num                                | Coureur                   | Pos                     |
| 31                                 | Fréderique Robert (BEL)   | 39e                     |
| 32                                 | Jérôme Baugnies (BEL)     | NP-8                    |
| 33                                 | Tim De Troyer (BEL)       | 13e                     |
| 34                                 | Tom Devriendt (BEL)       | AB-8                    |
| 35                                 | Lander Seynaeve (BEL)*    | 42e                     |
| 36                                 | James Vanlandschoot (BEL) | 22e                     |
| Directeur sportif : Steven De Neef |                           |                         |

| Équipe nationale du Maroc MAR     | Équipe nationale du Maroc MAR | Équipe nationale du Maroc MAR |
| --------------------------------- | ----------------------------- | ----------------------------- |
| Num                               | Coureur                       | Pos                           |
| 41                                | Mouhssine Lahsaini (MAR)      | AB-4                          |
| 42                                | Essaïd Abelouache (MAR)       | 25e                           |
| 43                                | Mohamed Er Rafai (MAR)        | 41e                           |
| 44                                | Badr Iferd (MAR)              | 45e                           |
| 45                                | Salaheddine Mraouni (MAR)*    | 8e                            |
| 46                                | Lahcen Saber (MAR)            | 26e                           |
| Directeur sportif : Mohamed Bilal |                               |                               |

| Équipe nationale du Rwanda RWA    | Équipe nationale du Rwanda RWA | Équipe nationale du Rwanda RWA |
| --------------------------------- | ------------------------------ | ------------------------------ |
| Num                               | Coureur                        | Pos                            |
| 51                                | Valens Ndayisenga (RWA)*       | 23e                            |
| 52                                | Joseph Biziyaremye (RWA)       | 24e                            |
| 53                                | Patrick Byukusenge (RWA)       | 21e                            |
| 54                                | Janvier Hadi (RWA)             | AB-8                           |
| 55                                | Jean Bosco Nsengimana (RWA)*   | AB-7                           |
| 56                                | Bonaventure Uwizeyimana (RWA)* | 6e                             |
| Directeur sportif : Félix Sempoma |                                |                                |

| Bretagne-Séché Environnement BSE  | Bretagne-Séché Environnement BSE | Bretagne-Séché Environnement BSE |
| --------------------------------- | -------------------------------- | -------------------------------- |
| Num                               | Coureur                          | Pos                              |
| 61                                | Anthony Delaplace (FRA)          | 9e                               |
| 62                                | Florian Guillou (FRA)            | 34e                              |
| 63                                | Yauheni Hutarovich (BLR) (Route) | 14e                              |
| 64                                | Benoît Jarrier (FRA)             | 38e                              |
| 65                                | Christophe Laborie (FRA)         | 43e                              |
| 66                                | Daniel McLay (GBR)*              | 40e                              |
| Directeur sportif : Denis Leproux |                                  |                                  |

| Équipe nationale d'Algérie ALG   | Équipe nationale d'Algérie ALG | Équipe nationale d'Algérie ALG |
| -------------------------------- | ------------------------------ | ------------------------------ |
| Num                              | Coureur                        | Pos                            |
| 71                               | Azzedine Lagab (ALG)           | 27e                            |
| 72                               | Adil Barbari (ALG)*            | AB-5                           |
| 73                               | Abdelkader Belmokhtar (ALG)    | 3e                             |
| 74                               | Hichem Chaabane (ALG)          | 46e                            |
| 75                               | Abderrahmane Mansouri (ALG)*   | 29e                            |
| 76                               | Abdenour Yahmi (ALG)*          | AB-8                           |
| Directeur sportif : Michel Thèze |                                |                                |

| Équipe nationale d'Afrique du Sud RSA | Équipe nationale d'Afrique du Sud RSA | Équipe nationale d'Afrique du Sud RSA |
| ------------------------------------- | ------------------------------------- | ------------------------------------- |
| Num                                   | Coureur                               | Pos                                   |
| 81                                    | Jayde Julius (RSA)*                   | AB-4                                  |
| 82                                    | Reynard Butler (RSA)                  | NP-7                                  |
| 83                                    | Clint Hendricks (RSA)                 | 50e                                   |
| 84                                    | Nolan Hoffman (RSA)                   | 48e                                   |
| 85                                    | Hendrik Kruger (RSA)                  | 16e                                   |
| 86                                    | Willie Smit (RSA)*                    | AB-5                                  |
| Directeur sportif : Guillaume Boshoff |                                       |                                       |

| Skydive Dubai # SKD               | Skydive Dubai # SKD         | Skydive Dubai # SKD |
| --------------------------------- | --------------------------- | ------------------- |
| Num                               | Coureur                     | Pos                 |
| 91                                | Francisco Mancebo (ESP)     | 7e                  |
| 92                                | Rafaâ Chtioui (TUN) (Route) | 1er                 |
| 93                                | Soufiane Haddi (MAR)        | 31e                 |
| 94                                | Andrea Palini (ITA)         | 33e                 |
| 95                                | Adil Jelloul (MAR) (Route)  | 12e                 |
| 96                                | Edgar Pinto (POR)           | 5e                  |
| Directeur sportif : Humaid Mehrab |                             |                     |

| Équipe nationale de Côte d'Ivoire CIV | Équipe nationale de Côte d'Ivoire CIV | Équipe nationale de Côte d'Ivoire CIV |
| ------------------------------------- | ------------------------------------- | ------------------------------------- |
| Num                                   | Coureur                               | Pos                                   |
| 101                                   |                                       |                                       |
| 102                                   | Karamoko Bamba (CIV)*                 | 57e                                   |
| 103                                   | Issiaka Fofana (CIV)                  | 56e                                   |
| 104                                   | Bassirou Konté (CIV)                  | 58e                                   |
| 105                                   | Bolodigui Ouattara (CIV)              | NP-4                                  |
| 106                                   | Ben Ibrahim Soumahoro (CIV)*          | AB-1                                  |
| Directeur sportif : Alla Antoine Koko |                                       |                                       |

| Équipe nationale du Cameroun CMR  | Équipe nationale du Cameroun CMR | Équipe nationale du Cameroun CMR |
| --------------------------------- | -------------------------------- | -------------------------------- |
| Num                               | Coureur                          | Pos                              |
| 111                               | Clovis Kamzong (CMR)             | 28e                              |
| 112                               | Yannick Lontsi (CMR)             | 55e                              |
| 113                               | Jérémie Nzeke (CMR)              | 30e                              |
| 114                               | Ghislain Sikandji (CMR)          | 51e                              |
| 115                               | Damien Teku (CMR)                | AB-8                             |
| 116                               | Herman Yemeli (CMR)              | AB-3                             |
| Directeur sportif : Deudonné Ntep |                                  |                                  |

| Bike Aid BAI                  | Bike Aid BAI              | Bike Aid BAI |
| ----------------------------- | ------------------------- | ------------ |
| Num                           | Coureur                   | Pos          |
| 121                           | Mekseb Debesay (ERI)      | 18e          |
| 122                           | Meron Amanuel (ERI)       | AB-4         |
| 123                           | Daniel Bichlmann (GER)    | DSQ-2        |
| 124                           | Maarten de Jonge (NED)    | 11e          |
| 125                           | Matthias Schnapka (GER)   | 59e          |
| 126                           | Christoph Schweizer (GER) | AB-3         |
| Directeur sportif : Yves Beau |                           |              |

| Équipe nationale du Burkina Faso BUR | Équipe nationale du Burkina Faso BUR | Équipe nationale du Burkina Faso BUR |
| ------------------------------------ | ------------------------------------ | ------------------------------------ |
| Num                                  | Coureur                              | Pos                                  |
| 131                                  | Rasmané Ouédraogo (BUR)              | 49e                                  |
| 132                                  | Salfo Bikienga (BUR)                 | AB-4                                 |
| 133                                  | Harouna Ilboudo (BUR)                | 54e                                  |
| 134                                  | Noufou Minoungou (BUR)               | HD-5                                 |
| 135                                  | Abdoul Aziz Nikiéma (BUR)            | 47e                                  |
| 136                                  | Hamidou Yaméogo (BUR)                | AB-3                                 |
| Directeur sportif : Martin Sawadogo  |                                      |                                      |

| Roth-Škoda ROT                        | Roth-Škoda ROT                     | Roth-Škoda ROT |
| ------------------------------------- | ---------------------------------- | -------------- |
| Num                                   | Coureur                            | Pos            |
| 141                                   | Alberto Cecchin (ITA)              | 35e            |
| 142                                   | Alessio Bottura (ITA)*             | 52e            |
| 143                                   | Ricardo Creel (USA)*               | DSQ-2          |
| 144                                   | Tristan Marguet (SUI)              | AB-2           |
| 145                                   | Miloš Borisavljević (SRB)* (Route) | 37e            |
| 146                                   | Gianluca Ocanha (SUI)*             | AB-1           |
| Directeur sportif : Jean-Jacques Loup |                                    |                |